# Cotorra
Cotorra é um município da Colômbia, localizado no departamento de Córdoba.